# Chelonika
Chelonika is een geslacht van kreeftachtigen uit de klasse van de Malacostraca (hogere kreeftachtigen).

## Soort
- Chelonika macrochela Fransen, 1997